# Драгана Бартула
Драгана Бартула е волейболистка от Босна и Херцеговина. Играла е в Женския национален отбор по волейбол на Босна и Херцеговина. През 2009 г. се състезава на Средиземноморските игри. Обявена е за една от най-добрите волейболисти на Република Сръбска от Волейболния съюз на Република Сръбска.

## Биография
Драгана Бартула е родена на 26 април 1988 г. в град Биелина, Социалистическа република Босна и Херцеговина, Югославия (днес Република Сръбска, Босна и Херцеговина).

## Състезателна кариера
Драгана Бартула е играла за волейболните клубове:
- ŽOK Klek (2006/07 – 2009/10)
- Istres Ouest-Provence VB (2010/11 – 2011/12)
- Evreux Volley-Ball (2012/13 – 2013/14)
- Vannes Volley-Ball (2014/15 – 2015/16)
- Istres Ouest-Provence VB (2017/18 – 2018/19)